# Cristóbal Guerra
Cristóbal Guerra (né à Triana - mort à Carthagène des Indes en 1504) est un marin et explorateur espagnol. Accompagné de son frère Juan, il a réalisé trois voyages à destination de l'Amérique récemment découverte.
Au cours du premier, en 1499-1500, il fait partie de l'expédition de Pedro Alonso Niño (es). Il aborde l'île de Margarita et la côte des Perles (côte caraïbe actuelle du Venezuela et de la Colombie), où il retourne en 1500-1501.
Il meurt au cours de son troisième voyage, entrepris en 1503-1504, près du site où sera fondée une trentaine d'années plus tard la ville de Carthagène des Indes.